# Gosport
Gosport es una ciudad y un distrito no metropolitano del condado de Hampshire (Inglaterra). Según el censo de 2011, Gosport tenía 71.529 habitantes, municipio de Gosport tenía 82.622 habitantes. Está cerca de Portsmouth y conectado a él por ferry.

## Historia
Hasta fines del siglo XX, Gosport fue una localidad naval muy importante donde tenía su asiento la infraestructura de suministro y defensa de la  Base Naval Real de Portsmouth, y todavía aloja la base del HMS SULTAN y una Unidad de Suministro de Armamento Naval además de ser la sede de una base de Mantenimiento de Helicópteros. Sin embargo la historia de Gosport se remonta muchos años y subsisten varios edificios históricos interesantes. Varios museos han abierto sus puertas y es posible visitar numerosas fortificaciones e instalaciones como por ejemplo el Fuerte Brockhurst, Priddy's Hard (antiguamente el Depósito de Armamento, actualmente el Museo Explosion! de Artillería Naval) y el Museo Naval Real de Submarinos en Haslar Road. También se ha realizado un desarrollo y puesta en valor del puerto transformándolo en una marina, donde se encuentra el Museo de Submarinismo en  No 2 Battery en la Bahía Stokes.